# Henry F. Hollis

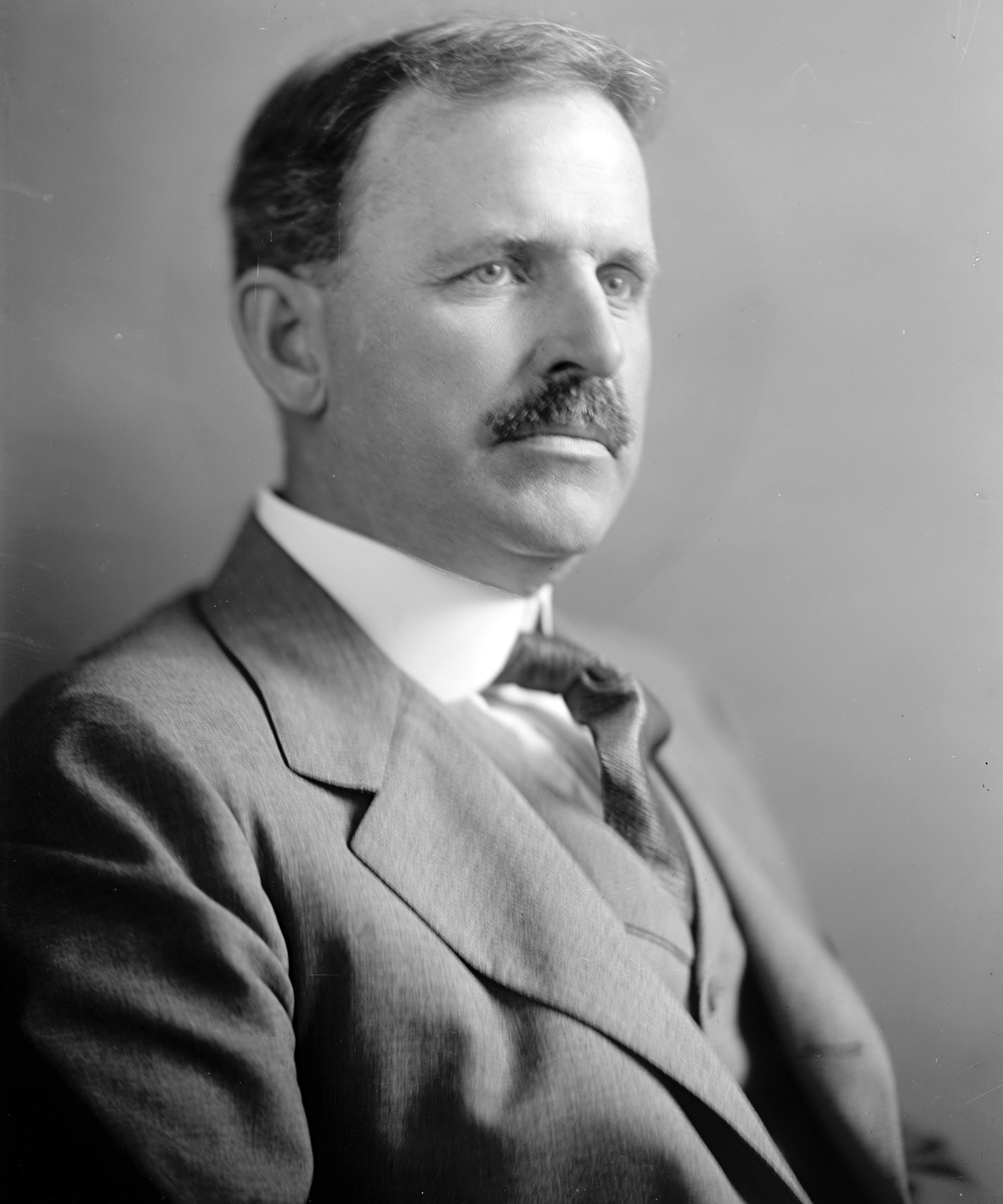
Henry F. Hollis

Henry French Hollis (* 30. August 1869 in Concord, New Hampshire; † 7. Juli 1949 in Paris, Frankreich) war ein US-amerikanischer Politiker (Demokratische Partei), der den Bundesstaat New Hampshire im US-Senat vertrat.

## Leben
Henry Hollis besuchte öffentliche Schulen, erhielt aber auch privaten Unterricht. Von 1886 bis 1887 war er als Ingenieur bei der Eisenbahngesellschaft Chicago, Burlington & Quincy Railroad beschäftigt. 1892 machte er seinen Abschluss an der Harvard University; danach studierte er die Rechtswissenschaften, wurde 1893 in die Anwaltskammer aufgenommen und begann in Concord als Jurist zu praktizieren.
Seine ersten Kandidaturen für politische Ämter verliefen erfolglos. Im Jahr 1900 bewarb sich Hollis um ein Mandat im Repräsentantenhaus der Vereinigten Staaten, unterlag dabei aber ebenso wie zwei Jahre später bei der Wahl zum Gouverneur von New Hampshire, als er mit zehn Prozentpunkten Rückstand gegen den Republikaner Nahum J. Bachelder verlor. 1904 trat er erneut als demokratischer Gouverneurskandidat an, wobei er mit fast 18 Prozentpunkten Differenz gegenüber dem siegreichen Republikaner John McLane eine noch deutlichere Niederlage hinnehmen musste.
Erst die Wahl zum US-Senat konnte Hollis erfolgreich bestreiten. Mit 50,9 Prozent der Stimmen setzte er sich gegen den späteren republikanischen Gouverneur John H. Bartlett durch, woraufhin er sein Mandat in Washington am 13. März 1913 antrat. Da er 1918 auf eine erneute Kandidatur verzichtete, schied Hollis am 3. März 1919 aus dem Kongress aus. Während seiner Zeit als Senator stand er unter anderem Committee on Enrolled Bills vor.
Von 1914 bis 1919 gehörte Hollis dem Leitungsgremium (Board of Regents) der Smithsonian Institution an. Außerdem vertrat er im Jahr 1918 die amerikanischen Interessen im Interallied War Finance Council. Weitere Aufgaben im Finanzwesen übernahm er als Mitglied der United States Liquidation Commission für Frankreich und England sowie als Mitarbeiter der International Bank of Bulgaria ab 1922. Er starb 1949 während eines Aufenthalts in Paris und wurde in seiner Geburtsstadt Concord beigesetzt.